# Phong trào Rajneesh
Phong trào Rajneesh là phong trào gồm những người được cảm hóa bởi nhà huyền môn Ấn Độ Bhagwan Shree Rajneesh (1931–1990), còn được gọi là Osho, cụ thể hơn là những môn đồ được gọi là các "neo-sannyasin" hoặc ngắn gọn là các "sannyasin". Họ thường được gọi là Rajneeshees hoặc "Orange People", vì họ thường mặc các áo choàng màu cam hoặc sau này là màu đỏ và hồng, từ năm  1970 đến năm 1985. Báo chí Ấn Độ thỉnh thoảng gọi họ là Oshoites trên các phương tiện truyền thông. Phong trào này đã gây tranh cãi trong những năm 1970 và 1980, do sự thù địch của Osho với các giá trị truyền thống, đầu tiên ở Ấn Độ và sau đó ở Hoa Kỳ. Ở Liên Xô, phong trào này bị cấm với lý do đi ngược lại với "những khía cạnh tích cực của văn hoá Ấn Độ và những mục tiêu của phong trào phản kháng thanh niên ở các nước phương Tây". Những "khía cạnh tích cực" này được coi là bị Osho bỏ qua, người được miêu tả như là một nhà tư tưởng tôn giáo phản động của chế độ tư sản độc đảng của Ấn Độ, thúc đẩy các ý tưởng về xã hội tiêu dùng theo phong cách truyền thống Hindu.

## Sách tham khảo
- Aveling, Harry (1999), Osho Rajneesh and his disciples: some western perceptions, Motilal Banarsidass Publ., ISBN 978-81-208-1599-5, truy cập ngày 12 tháng 7 năm 2011.
- Brecher, Max (1993), A passage to America, South Asia Books, ISBN 978-99943-30-21-8.
- Chryssides, George D. (1999), "Rajneesh/Osho", Exploring new religions, Cassell, ISBN 0-304-33651-3.
- Carrette, Jeremy; King, Richard (2004), Selling Spirituality: The Silent Takeover of Religion, New York: Routledge, ISBN 0-415-30209-9.
- Carter, Lewis F. (1990), Charisma and Control in Rajneeshpuram: A Community without Shared Values, Cambridge: Cambridge University Press, ISBN 0-521-38554-7, truy cập ngày 12 tháng 7 năm 2011.
- Clarke, Peter Bernard (2006), New religions in global perspective: a study of religious change in the modern world, Routledge, ISBN 0-415-25748-4.
- D'Andrea, Anthony (2006), "Osho International Meditation Resort (Pune, 2000s): An Anthropological Analysis of Sannyasin Therapies and the Rajneesh Legacy", Journal of Humanistic Psychology, 47 (1): 1–26.
- Fitzgerald, Frances (ngày 22 tháng 9 năm 1986), "Rajneeshpuram", The New Yorker.
- Forsthoefel, Thomas; Humes, Cynthia Ann (2005), Gurus in America, SUNY Press, ISBN 978-0-7914-6574-5.
- Fox, Judith M. (2002), Osho Rajneesh – Studies in Contemporary Religion Series, No. 4, Salt Lake City: Signature Books, ISBN 1-56085-156-2.
- Goldman, Marion S. (1997), "Narcissistic Vulnerability, Transference, and Bhagwan Shree Rajneesh", trong Janet Liebman Jacobs, Donald Capps (biên tập), Religion, society, and psychoanalysis: readings in contemporary theory, Westview Press, ISBN 0-8133-2648-6.
- Goldman, Marion S. (2005), "When Leaders Dissolve: Considering Controversy and Stagnation in the Osho Rajneesh Movement", trong Lewis, James R.; Jesper Aagaard Petersen (biên tập), Controversial new religions, Oxford University Press US, ISBN 0-19-515683-8.
- Goldman, Marion S. (2007), "Avoiding Mass Violence at Rajneeshpuram", trong Wellman, James K. (biên tập), Belief and bloodshed: religion and violence across time and tradition, Rowman & Littlefield, ISBN 978-0-7425-5824-3.
- Gordon, James S. (1987), The Golden Guru, Lexington, MA: The Stephen Greene Press, ISBN 0-8289-0630-0.
- Hunt, Stephen (2003), "Rajneeshees", Alternative religions: a sociological introduction, Ashgate Publishing, Ltd., ISBN 0-7546-3410-8.
- Idinopulos, Thomas A.; Yonan, Edward A. (1996), The sacred and its scholars: comparative methodologies for the study of primary religious data, BRILL, ISBN 90-04-10623-5.
- Kakar, Sudhir (1991), Shamans, mystics, and doctors: a psychological inquiry into India and its healing traditions, Chicago, Illinois: University of Chicago Press, ISBN 978-0-226-42279-4, truy cập ngày 12 tháng 7 năm 2011.
- Kuriansky, Judith (2002), The Complete Idiot's Guide to Tantric Sex, Penguin USA, ISBN 978-0-02-864175-1.
- Latkin, Carl A.; Sundberg, Norman D.; Littman, Richard A.; Katsikis, Melissa G.; Hagan, Richard A. (1994), "Feelings after the fall: former Rajneeshpuram Commune members' perceptions of and affiliation with the Rajneeshee movement", Sociology of Religion, 55 (1), doi:10.2307/3712176, truy cập ngày 12 tháng 7 năm 2011.
- Krishnamurti, U.G.; Arms, Rodney; Pant Bansal, Sunita (2005). Krishnamurti, U.G.; Arms, Rodney; Pant Bansal, Sunita (biên tập). The mystique of enlightenment: conversations with U.G. Krishnamurti. Smriti Books. ISBN 978-81-87967-09-5. Truy cập ngày 5 tháng 7 năm 2011.
- Lewis, James R.; Petersen, Jesper Aagaard (eds.) (2005), Controversial New Religions, New York: Oxford University Press, ISBN 0-19-515682-X {{Chú thích}}: |first2= có tên chung (trợ giúp).
- Mehta, Uday (1993), Modern Godmen in India: A Sociological Appraisal, Mumbai: Popular Prakashan, ISBN 81-7154-708-7.
- Menen, Rajendar (2002), The Miracle of Music Therapy, Pustak Mahal, ISBN 978-81-223-0806-8, truy cập ngày 30 tháng 3 năm 2012.
- Mistlberger, P.T. (2010), The Three Dangerous Magi: Osho, Gurdjieff, Crowley, O Books, tr. 713, ISBN 978-1-84694-435-2, truy cập ngày 12 tháng 7 năm 2011.
- Newport, John P. (1998), The New Age movement and the biblical worldview: conflict and dialogue, Wm. B. Eerdmans Publishing, ISBN 978-0-8028-4430-9, truy cập ngày 30 tháng 3 năm 2012.
- Osho (2000), Autobiography of a Spiritually Incorrect Mystic, New York, NY: St. Martin's Griffin, ISBN 0-312-25457-1.
- Palmer, Susan J.; Sharma, Arvind (eds.) (1993), The Rajneesh Papers: Studies in a New Religious Movement, Delhi: Motilal Banarsidass, ISBN 81-208-1080-5 {{Chú thích}}: |first2= có tên chung (trợ giúp).
- Pike, Sarah M. (2007), "Gender in New Religions", trong Bromley, David G. (biên tập), Teaching new religious movements, Oxford University Press US, ISBN 0-19-517729-0.
- Reader, Ian (1996), A Poisonous Cocktail? Aum Shinrikyo's Path to Violence, Nordic Institute of Asian Studies, ISBN 87-87062-55-0.
- Shupe, Anson D.; Bromley, David G. (1994), Anti-cult movements in cross-cultural perspective, Garland, tr. 274, ISBN 978-0-8153-1428-8.
- Süss, Joachim (1996), Bhagwans Erbe: Die Osho-Bewegung heute (bằng tiếng Đức), Munich: Claudius Verlag, ISBN 3-532-64010-4.
- Urban, Hugh B. (2005), "Osho, From Sex Guru to Guru of the Rich: The Spiritual Logic of Late Capitalism", trong Forsthoefel, Thomas A.; Cynthia Ann Humes (biên tập), Gurus in America, SUNY Press, ISBN 978-0-7914-6573-8.
- Wright, Charles (1985), Oranges & lemmings: the story behind Bhagwan Shree Rajneesh, Richmond Victoria: Greenhouse Publications Pty Ltd, tr. 166 pages, ISBN 0-86436-012-6.